# 火鸡面
火鸡面（韩语：／ buldak-bokkeum-myeon，直译：「火辣鸡炒面」），又稱辣鸡面、火辣雞肉風味炒麵，是韩国三养食品公司于2012年4月推出的方便面品牌。大杯火鸡面于2012年6月推出，小杯火鸡面于2013年11月推出。2014年3月，公司累计销售额超过1亿。2015年，该品牌月销售额达60億－70亿韓圓（時值550萬－590万美元）。火鸡面是韩国市面極辣的方便面，最初一包方便面有4404SHU辣度。不像大多数方便面都有汤粉袋，三养方便面有酱袋、薄片袋装的干紫菜和芝麻。
火鸡面因病毒式挑战「火面条挑战」而出名，挑戰者试图吃完一碗火鸡面，並拍照。2016年11月，三养食品获得了韩国穆斯林联合会清真委员会颁发的火鸡面清真认证。

## 名称
“火鸡面”一名中的“火鸡”指的是韩国菜肴火辣鸡（韓語：불닭，“불”意为“火”，“닭”意为“鸡”），与动物火雞无关。

## 产品
以下產品参考自三养食品官方网站。不同的产品的重量和热量不同。
|  | 类型                       | 商品名称                         | 始售时间             | 累计销量 |
|  | -------------------------- | -------------------------------- | -------------------- | -------- |
|  | 原味                       | 火辣鸡肉炒面                     | 2012年4月            |          |
|  | 原味                       | 大杯火辣鸡肉炒面                 | 2012年6月            |          |
|  | 原味                       | 小杯火辣鸡肉炒面                 | 2013年11月           |          |
|  | 芝士                       | 芝士火辣鸡肉炒面                 | 2016年3月            |          |
|  | 芝士                       | 大杯芝士火辣鸡肉炒面             | 2016年3月            |          |
|  | 汤面                       | 大杯火辣鸡肉汤面                 | 2016年8月            |          |
|  | 奶油                       | 奶油火辣鸡肉炒面                 | 2017年12月           | 1亿      |
|  | 奶油                       | 大杯奶油火辣鸡肉炒面             | 2017年12月           |          |
|  | 炸酱面                     | 大杯奶油火辣鸡肉炸酱炒面         | 2018年3月            |          |
|  | 核辣（指“核弹威力的辣度”） | 核辣火鸡面                       | 2018年12月           |          |
|  | 核辣（指“核弹威力的辣度”） | 核辣火鸡面迷你版                 | 2019年3月－2019年6月 |          |
|  | 全罗北道风味               | 大杯全罗北道风味火辣鸡肉炒面     | 2018年12月           |          |
|  | 轻装版                     | 轻装版火辣鸡肉炒面               | 2019年10月           |          |
|  | 肉酱意大利面               | 肉酱意大利面风味火辣鸡肉炒面     | 2019年12月           |          |
|  | 肉酱意大利面               | 大杯肉酱意大利面风味火辣鸡肉炒面 | 2019年11月           |          |
|  | 混合                       | 挑战！混合风味火辣鸡肉炒面       | 2020年3月            |          |

## 人气激增
火鸡面挑战在YouTube上走红后，火鸡面人气飙升。这一挑战最早于2014年由YouTube频道“Korean Englishman”发起，该频道主持人乔什·卡罗特向英国朋友发起挑战，看谁能在不喝水與饮料降温的情况下最快吃完面条。这段影片的流行吸引了世界各地的其他YouTube用户来做同样的挑战。
自2016年三养食品开始对中国大陆出口以来，三养火鸡面在中国大陆的人气也逐步攀升，中国大陆其他方便面企业（如康師傅、白象、南街村等）也纷纷效仿，推出类似产品。

## 吉祥物
火鸡面系列的吉祥物是一只名叫“Hochi”（韓語：호치）的鸡。

## 爭議
2022年4月初，有網民發現在三养韓文官方網站上，火鸡面的保質期為六個月，切換其他語言则显示為一年，故認為三养对待国内外市场是双重标准。对此，三养方面接受中国中央电视台采访时解释称，因物流及检验检疫过程漫长，故出口到国际市场的三养火鸡面会加入抗氧化剂延长保质期；而韩国本土版流通速度较快，故不会添加抗氧化剂，保质期也较短。
2024年，丹麥獸醫和食品管理局要求召回部份口味的火雞麵，理由為這些口味的辣椒素過多，食用者會有急性中毒的風險。